# Давыдов, Павел (футболист)
Павел Давыдов (латыш. Pāvels Davidovs; род. 30 декабря 1980, Рига) — латвийский футболист, вратарь.

## Биография
В юности выступал за клубы «Сконто-Металс», «Ауда» и «Авотс». В высшей лиге Латвии дебютировал в 2001 году в составе «Вентспилса», сыграв один матч за сезон. В 2002 году провёл 10 матчей в высшей лиге в составе «Ауды».
В 2003 году впервые перешёл в зарубежный клуб — литовский «Экранас», но сыграл лишь один матч в чемпионате Литвы.
Затем играл в Латвии за «Динабург», а с середины 2004 года — снова за «Вентспилс». В 2005 году провёл 15 матчей из командных 28 и стал бронзовым призёром чемпионата. В 2006 году, когда «Вентспилс» впервые стал чемпионом, Давыдов уступил вратарский пост Андрису Ванину и не сыграл ни одного матча, в 2007 году вернулся в состав и принял участие в 17 встречах, его клуб в 2007 году также стал чемпионом страны.
В 2008 году перешёл в «Даугаву» (Даугавпилс), где был основным вратарём и стал обладателем Кубка Латвии, в финальном матче против «Вентспилса» не пропустил ни одного удара в серии после матчевых пенальти. В первой половине 2009 года играл за клуб из того же города — «Динабург».
Летом 2009 года перешёл в белорусский клуб «Шахтёр» (Солигорск), в его составе в 2009 году сыграл 7 матчей в высшей лиге Белоруссии. В 2010 году тоже был в составе клуба, но играл только за дубль. В 2011 году выступал в чемпионате Узбекистана за «Машъал» и сыграл 12 матчей.
В первой половине 2012 года играл в Латвии за «Юрмалу». Летом 2012 года перешёл в литовскую «Судуву», где провёл полтора сезона, будучи основным вратарём, становился бронзовым призёром чемпионата Литвы (2012) и участвовал в матчах еврокубков. В 2014 году перешёл в юрмальский «Спартак», где помимо игры вратарём, был ассистентом главного тренера итальянца Фабио Микарелли.
В конце карьеры провёл по половине сезона в первой лиге Белоруссии за «Сморгонь» и в высшей лиге Латвии за «Даугавпилс». По окончании сезона 2016 года завершил карьеру.